# Anselm Gerhard
Anselm Gerhard, né le 30 mars 1958 à Heidelberg, est un musicologue allemand et un spécialiste de l'opéra.

## Biographie et carrière
Gerhard poursuit sa scolarité à Kiel et à Mannheim et ses études supérieures à l'université de Francfort-sur-le-Main et à la Technische Universität de Berlin, où il étudie auprès de Carl Dahlhaus (Magisterprüfung en 1982). De 1982 à 1985 il a une bourse de la Stiftung Volkswagenwerk à l'université de Parme et à Paris ; en 1985 il soutient sa thèse de la Technische Universität de Berlin. De 1985 à 1992 Gerhard  est chercheur et assistant au séminaire de musicologie de l'université de Westphalie de Münster (il obtient son habilitation en 1992) et de 1992 à 1994 il est dozent et boursier pour la Deutsche Forschungsgemeinschaft.
D'octobre 1994 à décembre 2021, Anselm Gerhard a été professeur ordinaire en musicologie et directeur de l'institut de musicologie de l'université de Berne. Il a été professeur invité à l'université de Fribourg, à l'université de Pavie (faculté de musicologie de Crémone), à l'université de Genève et à l'École normale supérieure de Paris ; il a été également lecteur invité à la Stanford University, à l'université de Heidelberg, à l'université de Bâle et à l'université de Zurich  ainsi qu'à la haute-école de musique de Lucerne. En 2006, il est nommé professeur de science du théâtre de l'université de Bayreuth en lien avec la direction de l'institut de recherche de musique de théâtre du château de Thurnau. À partir de 2009, Gerhard est membre de la Royal Musical Association de Londres et obtient la médaille Dent pour sa « contribution remarquable à la musicologie. »
De 1995 à 2001, Anselm Gerhard est président du curatorium de recherche musicale de l'Académie 91 de Suisse centrale (Lucerne) ; de 1996 à 2002, président-fondateur de l'association du Répertoire International des Sources Musicales (Berne) ; de 1997 à 2002 director-at-large de l'International Musicological Society ; de 1998 à 2002 membre du steering group musicology de l'European Science Foundation (Strasbourg) ; de 2000 à 2007 président de la cellule locale de la Schweizerische Musikforschende Gesellschaft (Société suisse de musicologie). De plus, le professeur Gerhard est de 1997 à 2001 co-éditeur de la revue Musiktheorie, depuis 2001, co-éditeur de la revue Schubert:Perspektiven, depuis 2002, co-éditeur des Schweizer Beiträge zur Musikforschung, et depuis 2003, co-éditeur de la revue Verdi Forum. Journal of the American Institute for Verdi Studies.
Le professeur Gerhard oriente surtout ses recherches sur l'opéra du XIXe siècle. Son livre Die Verstädterung der Oper (L'Urbanisation de l'opéra), qui est traduit en anglais, étudie la perspective de l'opéra historique français dans l'histoire des mentalités, entre Rossini et Meyerbeer, ainsi que Verdi. Il publie abondamment sur Verdi, dont il est un spécialiste reconnu et le place aussi dans l'histoire sociale de l'Italie. Dans sa thèse d'habilitation London und der Klassizismus in der Musik, il met en avant l'émergence du concept de « musique instrumentale autonome », liée au débat esthétique britannique du XVIIIe siècle, mettant en évidence la racine britannique de « l'idée de musique absolue ». 
Dans une conférence de 1996 qui s'est tenue à Berne et qui a permis la publication de deux mille  contributions, Gerhard se positionne comme le premier historien de la musique qui soit critique envers l'implication de la musicologie dans le régime du Troisième Reich. Dans d'autres publications, il jette aussi un regard critique sur la façon de traiter l'histoire de la musique dans l'histoire allemande.

## Quelques publications
- Die Verstädterung der Oper. Paris und das Musiktheater des 19. Jahrhunderts. Metzler, Stuttgart/Weimar 1992,  (ISBN 3-476-00850-9); traduit en anglais : The Urbanization of Opera: Music Theater in Paris in the Nineteenth Century, translated by Mary Whittall. The University of Chicago Press, Chicago/London 1998.
- Musikwissenschaft – eine verspätete Disziplin? Die akademische Musikforschung in der ersten Hälfte des 20. Jahrhunderts zwischen Fortschrittsglauben und Modernitätsverweigerung. Hrsg. von Anselm Gerhard. Metzler, Stuttgart 2000.
- Verdi-Handbuch. Hrsg. von Anselm Gerhard und Uwe Schweikert. Metzler, Stuttgart/Weimar 2001, 2. überarbeitete Auflage 2013[3].
- London und der Klassizismus in der Musik. Die Idee der „absoluten Musik“ und Muzio Clementis Klavierwerk. Metzler, Stuttgart/Weimar 2002[3].
- „Musizieren, Lieben – und Maulhalten!“ Albert Einsteins Beziehungen zur Musik. Hrsg. von Ivana Rentsch und Anselm Gerhard. Schwabe, Basel 2006.
- Giuseppe Verdi. Beck, München 2012.
- Antonio Ghislanzoni: Wie macht man eine italienische Oper? Italienisch/deutsch [L’arte di far libretti (1870)]. Hrsg. von Anselm Gerhard. (Taschenbücher zur Musikwissenschaft, 163). Noetzel, Wilhelmshaven 2014.

## Source de la traduction
- (de) Cet article est partiellement ou en totalité issu de l’article de Wikipédia en allemand intitulé « Anselm Gerhard » (voir la liste des auteurs).